# Konda (Angola)
Konda è un municipio dell'Angola appartenente alla provincia di Cuanza Sud. Ha 67.106 abitanti (stima del 2006) ed una superficie di 1.710 km².